# Pierino Sam
Pietro Sam, detto Pierino (Tiezzo, 10 novembre 1921 – Tiezzo, 29 novembre 2010), è stato uno scultore e pittore italiano.

## Biografia
Nacque a Tiezzo di Azzano Decimo, da Giuseppe Sam (1868-1927) e Giuseppina Chiarot (1876-1948), originari del luogo. Ultimo di otto fratelli, rimase orfano di padre all'età di cinque anni. Trascorse l'infanzia nella casa di famiglia in campagna, frequentando le scuole elementari nella frazione di Tiezzo e successivamente la scuola di disegno tecnico e artistico a Pordenone.
Alla vigilia del secondo conflitto mondiale, diciannovenne, affrontò l'esperienza della guerra a fianco della madre Giuseppina e delle sorelle, mentre i fratelli si arruolano su vari fronti in Europa.
Nel 1947 sposò Maria Corona (1926-1998), originaria del comune di Erto e Casso, con cui ebbe tre figli: Leda, Valter e Adriano. 
Nel 1960 iniziò l'attività lavorativa nell'edilizia, presso il comune di Pordenone che gli affidò la mansione di membro della commissione edilizia in città per circa vent'anni. È proprio in questo periodo che iniziò la sua carriera artistica dedicandosi alla preparazione di mostre collettive e personali.
Rimasto vedovo, nel giugno del 2000 sposò Urania Beni, di San Vito al Tagliamento.
Morì a Tiezzo il 29 novembre 2010.

## Opera
È considerato un autore assai versatile, dedito sia alla scultura - in legno, rame e bronzo - sia alla pittura - specialmente affreschi, ma anche vetrate. Ha lasciato lavori a tema sacro e profano per città e paesi (notevole la sua produzione di monumenti), luoghi di culto, sedi di istituzioni e privati cittadini, sparse soprattutto nel Pordenonese e nel Veneto orientale. Secondo alcuni critici opere artistiche stilisticamente interessanti sono i bronzetti dove, non vincolato dalle richieste della committenza, ha potuto esprimersi con maggiore libertà.
I monumenti in bronzo più celebri da lui realizzati sono il San Francesco in piazza della Motta e il Cavallino nella piazzetta Calderari a Pordenone, gli Alpini a Vallenoncello,  la Libertà nella piazza di Azzano Decimo, la Memoria ai Caduti a Villotta di Chions, il Suonatore di flauto aulo e i due militari medaglia d'oro nella piazza di Tiezzo, il Donatore di organi a Roveredo in Piano e il Bersagliere per il museo della Guerra di San Vito al Tagliamento. Seguono il San Lorenzo nel sagrato della chiesa di Ligugnana, la Madonna dei Monti su cima Manera al Piancavallo, il Monumento al beato Odorico da Pordenone sul sagrato della chiesa di Villanova, il complesso in bronzo Il ceppo torna a fiorire accanto all'ingresso dell'ospedale a Portogruaro.
Numerosi i ritratti in bronzo: di don Giuseppe Lozer, sul sagrato della chiesa dei Santi Ilario e Taziano a Torre di Pordenone, di Lino Zanussi per la sede centrale della Banca Popolare FriulAdria e per il circolo culturale "L. Zanussi", del generale Pio Spaccamela nella caserma di Casarsa della Delizia, di Antonio Santin nella sede della provincia di Pordenone, di Giovanni Pujatti nel municipio di Azzano Decimo, di Gasparo Gozzi nel municipio di Pasiano di Pordenone.
È ricordato anche come autore di Via Crucis (in rame sbalzato argentato o naturale, oppure in terracotta) conservate in una quindicina di chiese pordenonesi, quella di Borgomeduna è in vetro dipinto. Sui portali in bronzo delle chiese di Orcenico Superiore e di San Giovanni a Polcenigo sono visibili le composizioni sacre dell'autore e i pannelli con le figure a sbalzo; realizzo le vetrate nelle chiese di San Martino di Campagna e della Sacra Famiglia in viale Cossetti a Pordenone .
Importante fu inoltre la sua produzione di meridiane ad affresco (oltre cento); notevoli sono quella di Ravenna, nei pressi della tomba di Dante, dove alla biennale del bronzetto dantesco conseguì il primo premio e altri riconoscimenti, e quella al museo della Vita contadina di Aiello del Friuli. Nel 2008 l'Associazione Autori di Meridiane, con sede nello stesso museo, gli conferì il premio all'autore più autorevole, anziano, efficiente e di pregiata qualità artistica. 
Nella chiesa di Tiezzo, suo paese natale, Pierino Sam ha affrescato un tondo con santa Cecilia e la cappella interna della fonte battesimale con figure e angeli nel suo stile longilineo ed essenziale, a colori lievi e caldi delimitati da tratti decisi e bruni. Anche in piazza, alle pareti esterne della sala convegni ENAL e dell'asilo infantile, le figure da lui affrescate rappresentano temi tipici del luogo come l'adulto con bimbi, il suonatore di aulo, logo attuale della banda di Tiezzo, maschere, ballerini ed i reperti romani trovati in paese.
L'11 marzo 2018 nel Centro di aggregazione giovanile, sede della banda comunale filarmonica di Tiezzo 1901, sono state inaugurate le nuove aule musicali, intitolate con una targa a Pietro Sam.
Il 27 febbraio 2020 la giunta comunale di Pordenone ha accettato la donazione di Grazia Micaela ed Urania Beni per tre bronzetti dal titolo Medusa, Dante e Virgilio e Arcangelo, che saranno esposti al Museo Civico d'Arte di Palazzo Ricchieri, 58 linoleografie stampate dell'artista e cento disegni originali su cartoncino. La donazione comprende anche tutto il materiale d'archivio digitalizzato delle foto, delle opere eseguite dell'artista, ed una rassegna stampa d'epoca.

## Musei che ospitano le sue opere
- Pordenone, Museo Civico d'Arte di Palazzo Ricchieri
- Pordenone, Museo di Arte Sacra-Diocesi di Concordia-Pordenone
- Ravenna, Museo Dantesco
- Trieste, Museo Revoltella, Galleria d'Arte Moderna
- Cividale del Friuli, Museo Archeologico Nazionale Cividale del Friuli